# Farsta strand (metropolitana di Stoccolma)
Farsta strand è una stazione di superficie della metropolitana di Stoccolma.
È un capolinea meridionale della linea verde T18: la fermata più vicina sulla tratta è quella (quasi omonima) di Farsta. Farsta strand è anche il punto più meridionale di tutta la rete metroviaria.
La stazione è ufficialmente operativa dal 29 agosto 1971. Inizialmente sopra la banchina non vi erano coperture, in quanto la realizzazione del tetto è avvenuta solo successivamente.
Localizzata sotto alla piazza Stieg Trenters torg e distante circa 10,4 chilometri dalla stazione di Slussen, la fermata di Farsta strand è stata progettata dallo studio di architettura Ahlgren-Olsson-Silow, mentre i suoi interni sono ornamentati da opere degli artisti svedesi Fredrik Jacobsson (dal 1993) e Kristina Anshelm (dal 1997).
L'utilizzo medio quotidiano durante un normale giorno feriale è pari a 3.700 persone circa.
A breve distanza è presente una stazione operativa sulla Nynäsbanan, linea ferroviaria che collega l'area di Älvsjö a quella di Nynäshamn.

## Tempi di percorrenza
| Linea | Capolinea | Tempo  | Stazione                                                 | Tempo                              |
| T18   | Alvik     | 37 min | Skärmarbrink Gullmarsplan Slussen Gamla stan T-Centralen | 13 min 15 min 19 min 20 min 24 min |